# Uwe Benter
Uwe Benter, född den 1 december 1955 i Frankfurt am Main i Tyskland, är en västtysk roddare.
Han tog OS-guld i fyra utan styrman i samband med de olympiska roddtävlingarna 1972 i München.